# Paracalliope
Paracalliope är ett släkte av kräftdjur. Paracalliope ingår i familjen Paracalliopiidae.
Paracalliope är enda släktet i familjen Paracalliopiidae.
Kladogram enligt Catalogue of Life:
| Paracalliope | \| \| Paracalliope fluviatilis \| \| \| \| \| \| Paracalliope karitane \| \| \| \| |
|              | \| \| Paracalliope fluviatilis \| \| \| \| \| \| Paracalliope karitane \| \| \| \| |
|              | Paracalliope fluviatilis                                                           |
|              |                                                                                    |
|              | Paracalliope karitane                                                              |
|              |                                                                                    |